# Кастельново-Бариано
Кастельново-Бариано (итал. Castelnovo Bariano) — коммуна в Италии, располагается в провинции Ровиго области Венеция.
Население составляет 3052 человека, плотность населения составляет 82 чел./км². Занимает площадь 37 км². Почтовый индекс — 45030. Телефонный код — 0425.